# Фігнер Микола Миколайович
Микола Миколайович Фігнер (9 (21) лютого 1857, Никифорово, Російська імперія — 26 грудня 1918, Київ, Українська народна республіка) — російський співак, артист опери, антрепренер, вокальний педагог. Соліст Його Величності (з 1895 року).

## Біографія
Народився 9 (21 лютого) 1857 року в Никифоровому Казанської губернії Російської імперії (нині Татарстан, Росія) в дворянській родині. Навчався в Казанській гімназії, потім у 1874—1878 роках в Петербурзькому морському кадетському корпусі, служив на флоті. У юності співав у церковному хорі, виступав в учнівських концертах і звернув на себе увагу Олександра III. Брав уроки співу у І. П. Прянішникова, з 1879 року навчався в Петербурзькій консерваторії (клас В. М. Самуся та Ж. Еверарді), але незабаром вибув з консерваторії, як зазначено в документах, «через повну відсутність голосу і таланту». За порадою А. Котоньї і Е. Броджі виїхав до Італії, де з 1881 року брав уроки співу в педагогів у Мілані, Ніцці (Ф. Ламперті), Неаполі (Е. Де Роксаса). 1882 року успішно дебютував у Неаполі (театр Саннадзаро) в операх Ш. Гуно — «Філемон і Бавкіда» і «Фауст». Потім гастролював у Сієні, Феррарі, Мілані, Пармі (у сезоні 1885—1986 років виступив в «Аїді» Дж. Верді та в «Джоконді» А. Понк'єллі спільно з Медеєю Мей), Болоньї (1886), Турині (1887, театр Каріньяно, в опері «Едмея» Альфредо Каталані під керуванням Артуро Тосканіні). Улітку 1884 року в складі оперної трупи Клаудіо Россі гастролював по Південній Америці (Буенос-Айрес, Монтевідео, Ріо-де-Жанейро, тут виступав з Франческо Таманьо, Медеєю Мей і Антоніо Тамбуріні), 1887 року в лондонському театрі «Ковент-Гарден» виступав у партіях Ельвіно («Сомнамбула» Вінченцо Белліні), Ернані (однойменна опера Дж. Верді) та Герцога («Ріголетто» Верді), пізніше гастролював у Барселоні, Севільї, Валенсії, Мадриді та Бухаресті. За період із 1882 по 1887 рік виступив у 46 театрах у 38 операх і став одним із знаменитих європейських співаків. Серед його партнерів — Елена Теодоріні, Франческо Таманьо, Антоніо Тамбуріні та інші.
У квітні 1887 року разом з М. Мей був запрошений у трупу петербурзького Маріїнського театру (дебютував у партіях Радамеса — «Аїда» Дж. Верді, Фауста в однойменній опері Ш. Гуно і Рауля — «Гугеноти» Джакомо Мейєрбера, які виконував італійською мовою), де виступав до сезону 1903—1904 років і 1907 року (тут він виконав 31 партію). Як соліст Маріїнського театру вдосконалював своє вокальне мистецтво у педагога Марті, запрошеного з Італії. У результаті цих занять голос співака пом'якшав і став стійкішим.
Гастролював у Москві, Нижньому Новгороді, Одесі, Кисловодську. Співакові також належав (спільно з поміщиком Турчаніновим) міський Нижньогородський театр (до 1896 року).
17 і 22 лютого 1894 року Медея і Микола Фігнер брали участь у виставах, присвячених пам'яті П. І. Чайковського (збір коштів був спрямований на спорудження пам'ятника на могилі композитора й у Петербурзькій консерваторії).
У 1904—1907 і 1908—1910 роках співав в різних містах Росії — на приватних оперних сценах; у московському Большому театрі (1905—1907) і приватних театрах у Тифлісі й Нижньому Новгороді, гастролював у Києві, Хабаровську, Уссурійську, Петербурзі, їздив до Японії (але не гастролював там) (1908), Москві (опера С. Зіміна, січень 1909 року), в Самарі (жовтень 1909 року, гастролі у складі Російської опери під керуванням В. М. Міллера, де виступив у «Піковій дамі» П. Чайковського. У 1910—1915 роках — директор, художній керівник і соліст оперної трупи Петербурзького народного дому, на сцені якого здійснив постановки опер «Борис Годунов» М. Мусоргського, «Снігуронька» М. Римського-Корсакова, «Князь Ігор» О. Бородіна, «Помста амура» О. Танєєва (1915), «Африканка» Дж. Мейєрбера та ін. У його трупі працювали режисер О. А. Санін і диригент С. А. Самосуд, починали свою кар'єру співаки К. С. Ісаченко, П. Я. Курзнер, М. М. Матвєєва, О. М. Окунєва. На оперній сцені виступав до 1915 року включно.
Записувався на грамплатівки (40 творів). У Петербурзі («Грамофон», 1901—1904, 1906—1907, 1910; «Зонофон», 1909). 1911 року був обраний головою правління «Російського акціонерного товариства грамофонів».
У 1915—1917 роках викладав сценічну майстерність на приватних оперних курсах Раппопорта в Петрограді, 1918 року вів оперний клас у Київській консерваторії і давав приватні уроки співу. Серед його учнів — С. В. Балашов.

Могила Миколи Фігнера

Помер 26 грудня 1918 року. Похований у Києві на Байковому кладовищі (ділянка № 1 біля центрального входу). На надгробку співака вигравіювано слова Л. В. Собінова:

«Силою слова, одягненого в красу звуку, ти вмів зворушувати людську душу і будити в ній найкращі благородні почуття …».

## Творчість
Репертуар включав близько 50 різних за характером партій.
Перший виконавець партій:
- Івана («Горюша» А. Рубінштейна, 1889);
- Германа («Пікова дама» П. Чайковського, 1890);
- Водемона («Іоланта» П. Чайковського, 1892);
- Луїджі («Поет» М. Кроткова, 1892; композитор присвятив співакові цю оперу);
- Володимира Дубровського («Дубровський» Е. Направника, 1895);
- Паоло («Франческа да Ріміні» Е. Направника, 1902);

Найкращі партії:
- Князь («Русалка» О. Даргомижського);
- Самозванець («Борис Годунов» М. Мусоргського);
- Ленський («Євгеній Онєгін» П. Чайковського, вважався найкращим виконавцем ролі з 1888 по 1901 рік, потім пальму першості перейняв Л. В. Собінов);
- Андрій Морозов («Опричник» П. Чайковського);
- Герман («Пікова дама» П. Чайковського);
- Фауст («Фауст» Ш. Гуно);
- Рауль де Нанжі («Гугеноти» Джакомо Мейєрбера);
- Фра-Диявол («Фра-Дияволо, або Готель в Террачіні» Д. Обера);
- Жозе («Кармен» Ж. Бізе);
- Альфред («Травіата» Дж. Верді);
- Отелло («Отелло» Дж. Верді);
- Радамес («Аїда» Дж. Верді);
- Фауст («Мефістофель» А. Бойто);
- Турідду («Сільська честь» П. Масканьї);
- Каніо («Паяци» Р. Леонкавалло);
- Лоенгрін («Лоенгрін» Р. Вагнера).

Інші партії:
- Князь Василь Шуйський («Борис Годунов» М. Мусоргського);
- Князь Синодал («Демон» А. Рубінштейна);
- Іоанн Лейденський («Іоанн Лейденський» / «Пророк» Джакомо Мейєрбера);
- Гораціо ді Массара («Чорне доміно, або Таємнича маска» Д. Обера);
- Фентон («Віндзорські пустунки» О. Ніколаї).

Виступав також в оперетах — зокрема в «Прекрасній Гелені» Ж. Оффенбаха (21 серпня 1909 року, Нижній Новгород).
Партнери: М. Д. Васильєв 3-й, Е. Джіральдоні (в 1899, 1900 і 1902 роках), А. Й. Добровольська (в 1907 році), М. І. Доліна, М. Каменська, С. Левик, Є. К. Мравіна, Е. К. Павловська, Р. Ю. Радіна, Л. П. Савранський, М. О. Славіна, Ф. Г. Стравінський, М. І. Фігнер, Ф. І. Шаляпін, Л. Г. Яковлєв.
Співав під керуванням: С. П. Барбіні, Ф. М. Блуменфельда, Р. Дріго, Е. А. Крушевського, Е. Ф. Направника, Я. Позена, А. О. Ейхенвальда.
Виступав із сольними концертами в Дворянському зібранні (нині Велика зала Петербурзької філармонії). Ці концерти, які співак давав двічі на рік, ставали, за свідченням сучасників, святом класичної музики. Концертував у Нижньому Новгороді (літо 1896), Саратові, Пермі (1907), у Сибіру і на Далекому Сході (1908).
28 лютого 1893 року спільно з М. Фігнер вперше в Москві виконав дует Водемона та Іоланти в московському концерті.
Концертний репертуар включав також арії з опер, романси М. Глинки, О. Даргомижського, О. Бородіна, Ц. Кюї, М. Римського-Корсакова, А. Рубінштейна (композитор присвятив співакові романс «Про дитя, живе серце», слова Д. Мережковського, 1886), О. Гречанінова, російські народні пісні.
Особливе місце в камерному репертуарі Фігнера посідали романси П. Чайковського (композитор присвятив співакові шість романсів на слова Д. М. Ратгауза — «Ми сиділи з тобою», «Ніч», «В цю місячну ніч», «Захід сонця», «Серед похмурих днів», «Знову, як колись, один»).
Автор перекладів російською мовою лібрето низки іноземних опер.

## Пам'ять

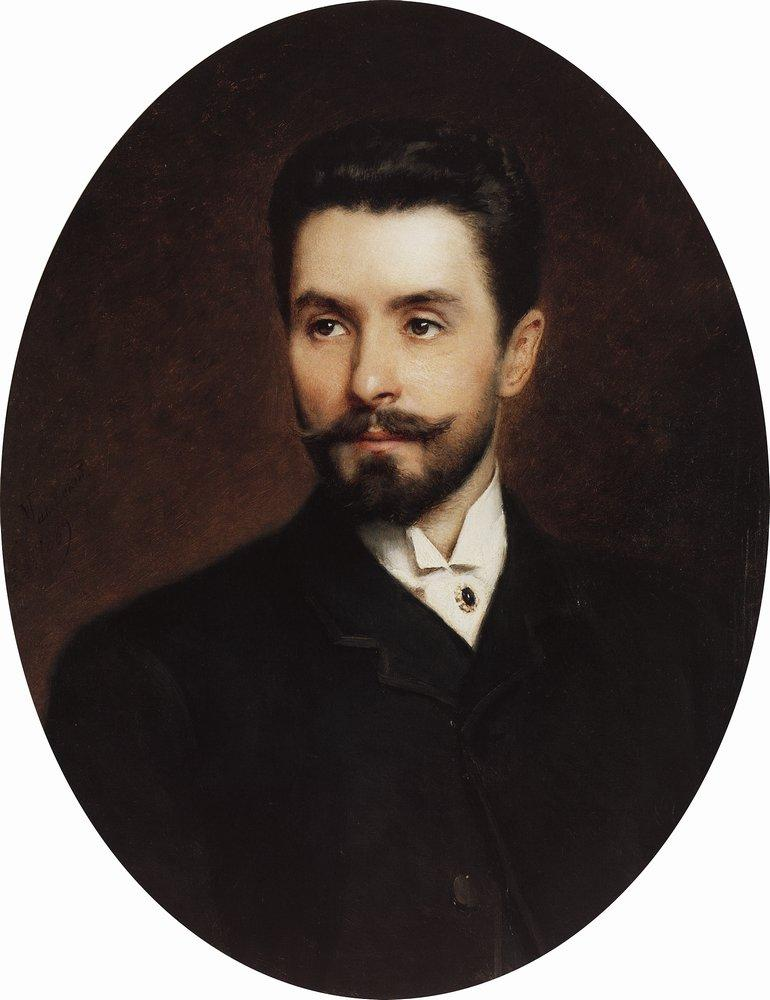
портрет роботи К. Маковського

Є портрети співака художників Костянтина Маковського (1889, зберігається в Санкт-Петербурзькому державному музеї театрального і музичного мистецтва) і Н. Беккера (в ролі Радамеса — «Аїда» Джузеппе Верді; Санкт-Петербурзький будинок ветеранів сцени).
Бюст співака скульптора Р. Романеллі (1901, Флоренція) — музей Маріїнського театру опери та балету.
В Санкт-Петербурзі, на будинку по Літейному проспекту, 36/2, де в 1895—1905 роках жив співак, встановлено меморіальну дошку.
Архівні записи співака були випущені на Заході фірмами:
- «Standing Room» (1990) в серії «Creators' Records»;
- «Pearl» (1992) в серії «Singers of Imperial Russia».

Санкт-Петербурзьке видавництво «Композитор» в 2000 році видало нотний збірник «Микола Фігнер. Арії з опер» (упорядник Лариса Гергієва).